# 快盗ルビイ
『快盗ルビイ』（かいとうルビイ）は、1988年11月12日に東宝にて公開されたコメディー映画。小泉今日子が扮する加藤留美（実は、ルビイという名の快盗）が、真田広之が扮する林徹を仕事（泥棒）の相棒にするコミカルドラマ。原作はヘンリー・スレッサーの『快盗ルビイ・マーチンスン』（ISBN 4150728518）。ただし原作ではルビイは男である。第62回キネマ旬報ベスト・テン第10位。

## あらすじ
さえないサラリーマン林 徹は、マンションの上の階に引っ越してきたスタイリストの加藤留美ことルビイと親しくなる。ルビイは犯罪者になると打ち明け、嫌がる徹を相棒にする。しかし、ルビイが計画した詐欺や銀行強盗は全て失敗。ルビイは乃木坂の高級マンション「ザナドゥ（xanadu）」に目をつけ、空き巣に入るが、徹が鍵のこわれた浴室に閉じ込められてしまう。ルビイは修理業者に変装して徹を救出、なんとか逃げ出す。
恋人と喧嘩して別れの手紙を出し、後悔したルビイは徹に手紙を取りもどしてくれるよう頼む。恋人の郵便受けの前で張り込み、手紙を盗んだ徹は通報され、刑事に連行されるが、鑑定医の機転で釈放される。話を聞いたルビイは自分の気持ちに気付き、徹に接吻する。二人はまた新しい計画を練り始める。

## スタッフ
- 監督・脚本 : 和田誠
- 原作 : ヘンリー・スレッサー
- 音楽 : 八木正生
- 音楽プロデューサー : 友貴嗣之
- 撮影 : 丸池納
- 照明 : 熊谷秀夫
- 録音 : 橋本文雄
- 美術 : 中澤克巳
- 編集 : 冨田功
- 監督助手（チーフ） : 平山秀幸
- 製作担当 : 宮内真吾
- プロダクション・スーパーバイザー : 坂東護、望月宙爾、関野治也
- 監督助手 : 片島章三、大島郁文、長谷川隆
- 撮影助手 : 田口晴久、磯貝均、土屋武史
- 照明助手 : 安藤和也、内原真也、櫻井雅章、林大樹、鈴木静
- 録音助手 : 柴山申広、田中靖志
- 特殊機械 : 長谷川忠治、奥田悟
- 編集助手 : 村山勇二
- 美術助手 : 伊藤章雄、菅沼史子
- 装置 : 福田義昭
- 装飾 : 松本良二、本田祐子
- 衣裳 : 久保里誉志、青木茂
- スタイリスト : 堀越絹衣、村井みどり
- メイクアップ : 佐藤真澄、朝倉弘一
- 記録 : 松沢一美
- スチール : 井本俊康
- 音響効果 : 斎藤昌利
- 製作宣伝 : 横田深幸、鎌田真二
- 製作進行 : 福島聡司、本田幹祐
- タイトル : 島田プロダクション
- 現像 : 東京現像所
- スタジオ : にっかつ撮影所、アバコ撮影スタジオ
- 共同プロデューサー : 藤田義則
- アソシエイト・プロデューサー : 木村典代、加藤克行
- 製作者 : 藤峰貞利
- 製作会社 : ビクター音楽産業[1]
- 製作総指揮 : 高山登
- プロデューサー : 飯田久彦
- 企画：サンダンス・カンパニー
- 制作協力：バーニングプロダクション、サニ千葉エンタープライズ[1]

## 出演者
- 加藤留美（ルビイ）：小泉今日子
- 林徹：真田広之
- 徹の母：水野久美
- 徹の会社（アイワメール）の上司：加藤和夫
- 徹の会社（アイワメール）の年上の女：伊佐山ひろ子
- 食料品屋の主人：天本英世
- 買物帰りの女：高見恭子
- 銀行窓口の銀行員：吉田日出子
- 銀行のガードマン：大月秀幸
- 宝石店の店員：斎藤晴彦
- マンションの管理人：奥村公延
- 山野内（マンションの住人・男）：岡田真澄
- 山野内（マンションの住人・女）：木の実ナナ
- 郵便配達員：内田紳一郎
- 他の出演陣：オンシアター自由劇場のメンバー
- アパートの主婦：富士真奈美
- 刑事：秋野太作
- 警察署内法医学室の検査係：名古屋章
- 深水紀彦（留美の恋人）：陣内孝則[1]

## 主題歌
小泉今日子「快盗ルビイ」（作詞：和田誠、作曲：大瀧詠一、編曲：八木正生）
- 同名シングルとはアレンジが異なっている。

## 挿入歌
小泉今日子・真田広之「たとえばフォーエバー」（作詞・作曲：和田誠、編曲：八木正生）

## 製作

### 企画
企画はサンダンス・カンパニーの古澤利夫（藤崎貞利）（詳細は『それから』を参照）。製作費1億2000万円はビクター音楽産業が全額出資。古澤が東宝に企画を持ち込んだら、東宝はこの前年ヒットしたホイチョイ・プロダクション製作の『私をスキーに連れてって』のような映画を狙っていた。

### キャステング
監督・脚本の和田誠は大竹しのぶと野々村真のコンビを構想していたが変更になった。サンダンス・カンパニーの木村典代が小泉今日子のマネージャーと知り合いだったことから、小泉に出演を依頼した。
脇役は公開当時はあえて秘密にされた。

### 撮影
小泉今日子は映画公開中と見られる『月刊明星』1989年2月号の同業アイドルによる小泉への質問という企画で、小川範子からの質問「『快盗ルビイ』見ました！あの中のキスシーン（ラストに濃厚なシーンがある）、いやじゃなかったですか?」に答え、「ぜんぜん、いやじゃなかったよ！いままでの日本映画で、あんなふうに女の子からカッコよくキスするのなかったと思うから、やった！と思いました」などと述べた。同じく荻野目洋子からの「好きな映画は何ですか?」と質問に対して、『フォロー・ミー』、『薔薇の名前』、ウッディ・アレンの映画、オードリー・ヘップバーンの映画を挙げ、「『風の谷のナウシカ』『となりのトトロ』のアニメは勇気を感じさせるから好き」と話し、まだ宮崎駿は認識されていないものと見られる。

### ロケ地
東京都自由が丘

### メイキング
映画製作の過程を綴った和田監督の著書が筑摩書房から出ている。

## 作品の評価

### 受賞歴
- 第62回キネマ旬報ベスト・テン第10位、読者選出日本映画ベスト・テン第2位、主演男優賞（真田広之）
- 第43回毎日映画コンクール日本映画ファン賞、女優主演賞（小泉今日子）
- 第31回ブルーリボン賞監督賞（和田誠）
- 第13回報知映画賞主演男優賞（真田広之）
- 第10回ヨコハマ映画祭1988年度日本映画ベストテン6位、主演男優賞（真田広之）、女優主演賞（小泉今日子）
- 第1回日刊スポーツ映画大賞・石原裕次郎賞助演男優賞（真田広之）

### 批評家評
- 『ぴあ』は「和田誠は練り上げたコンテにもとづいた、全盛期ハリウッド映画を思わせる職人的演出で、おシャレな犯罪喜劇に仕上げた。主演の小泉今日子は、キュートなすまし屋で行動派のヒロインになりきり好演した」などと評した[4]。
- ルビイ（小泉今日子）と林徹（真田広之）の二人で実行する犯罪はどれも子どもレベルだが、20回近く衣装をチェンジする小泉はどれも魅力的で、小泉の顔のアップも何度もあり、ゴージャス・エンタメとして見るべきものである[9]。
- 寺脇研は「小泉今日子は『生徒諸君』『ボクの女に手を出すな』と二本の主演映画を経て、本作の好演から女優として王道を歩み始めた」と評している[10]。

## 映像ソフト
- ビデオもビクター音楽産業から発売されていた[4]。2017年5月にビクターエンタテインメントからDVD／Blu-ray Discが発売されている[2][11]。

## 同時上映
「怪盗ジゴマ 音楽篇」（ミュージカル アニメーション）
和田誠 作品（上映23分）